# Abu Bakr Shawky
Pour les articles homonymes, voir Shawky.
Abu Bakr Shawky, né au Caire (Égypte), est un réalisateur et scénariste austro-égyptien.
Son premier long métrage, Yomeddine, a été sélectionné pour participer au Festival de Cannes 2018 et sera présenté en première dans la compétition principale.

## Filmographie

### Réalisateur
- 2009 : El Mosta'mara (+ scénariste)
- 2010 : The Road to Atalia (+ scénariste)
- 2011 : Martyr Friday (+ scénariste, monteur et producteur)
- 2012 : Things I Heard on Wednesdays (+ scénariste, monteur, ingénieur du son et producteur)
- 2018 : Yomeddine (+ scénariste et producteur)

### Acteur
- 2013 : Double Crossed

### Directeur de la photographie
- 2011 : A Cemetery Tale
- 2011 : Martyr Friday